# Realisationsvinst
Realisationsvinst (reavinst) är en redovisningsterm och utgör skillnaden mellan erlagt anskaffningspris och erhållet försäljningspris för fast egendom eller lösöre. Begreppet förknippas ofta med den vinst som uppstår vid försäljning av en villa eller bostadsrätt. 
I många länder finns det en skattemässig definition av hur denna vinst skall beräknas som skiljer sig från den strikt redovisningsmässiga. Ofta beror detta på att man vill belasta reavinsten med skatt, så kallad reavinstskatt. 